# Misema River
Misema River är ett vattendrag i Kanada.   Det ligger i provinsen Ontario, i den sydöstra delen av landet, 400 km nordväst om huvudstaden Ottawa.
I omgivningarna runt Misema River växer i huvudsak blandskog. Runt Misema River är det mycket glesbefolkat, med 5 invånare per kvadratkilometer.